# 로체시스템즈
로체시스템즈(Rorze Systems Corp.)는 대한민국의 평판 디스플레이 및 반도체 제조 장비 기업이다. 본사는 경기도 용인시 처인구 남사면 완장천로 448-34에 위치해 있으며 대표이사는 박기환이다.
반도체·디스플레이 물류이송장비와  레이저로 기판을 자르는 레이저절단장비(글라스커팅시스템) 등을 제조한다

## 참고문헌
1. ↑  한국IR협의회 기업리서치센터 기술분석보고서 로체시스템즈 2023.05.17
2. ↑  이나영, 로체시스템즈, 삼성 관련 매출 내년 급증 기대..."증설 진행 중", 뉴스핌, 2023년 7월 2일
3. ↑  권보경, 로체시스템즈, 내년부터 레이저 커팅 장비 등으로 실적 모멘텀?, 데일리인베스트, 2024.06.19
4. ↑  박기환 로체시스템즈 대표 "10년 내 가장 바빠" 이유가?, 머니투데이, 2015.04.27